# Leicht absetzbarer Koffer

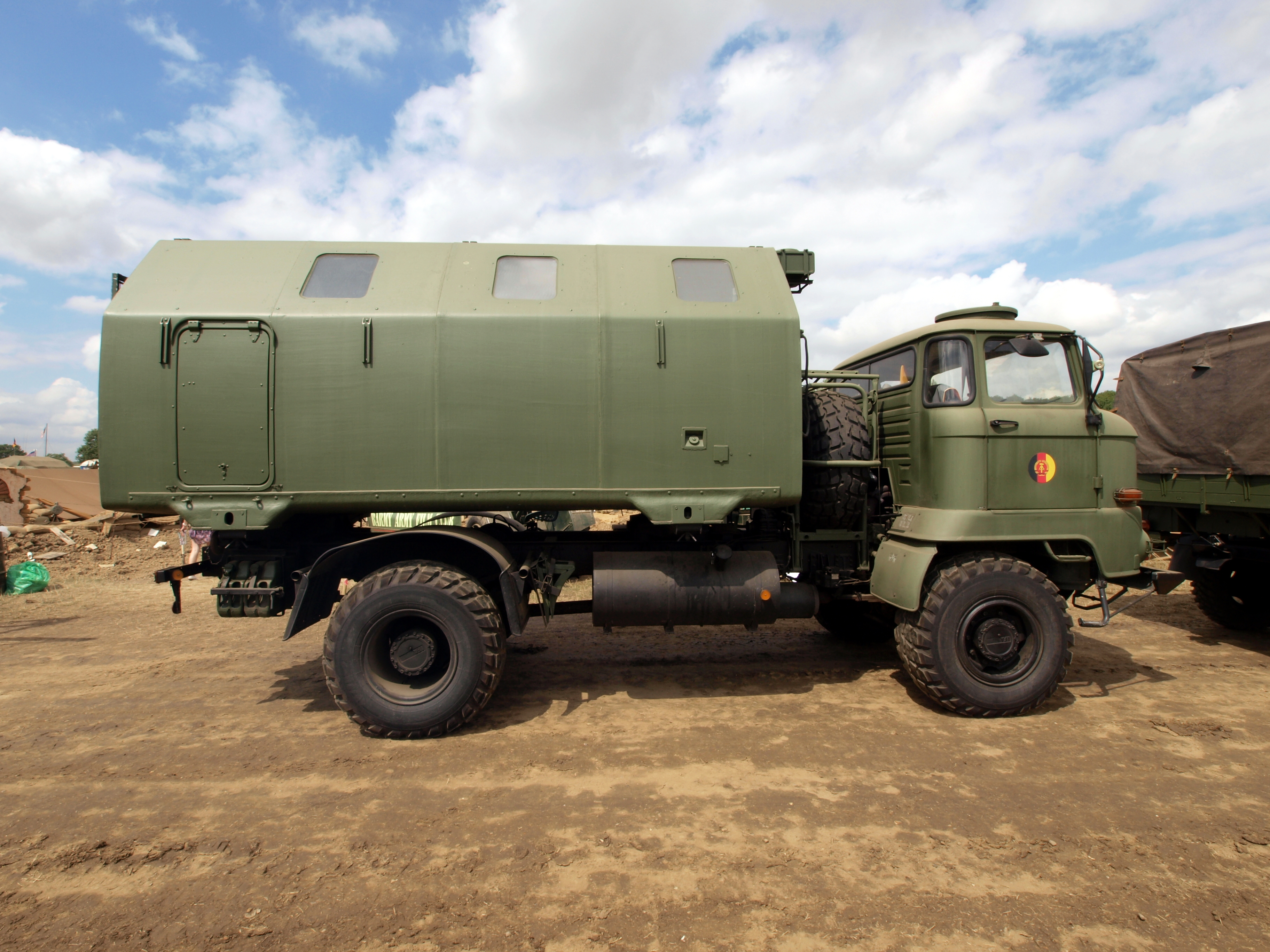
LAK II auf einem IFA L60

Als Leicht absetzbarer Koffer (LAK) wird ein Kofferaufbau bzw. Wechselkoffer der Nationalen Volksarmee der DDR bezeichnet.
Der leicht absetzbare Koffer wurde Mitte der 1970er Jahre im Instandsetzungswerk Pinnow (IWP) entwickelt und im VEB Karosseriewerke Halle sowie im Betriebsteil 3 der Karosseriewerke Halle, dem VEB Karosseriewerk Aschersleben, gebaut. Die LAK fanden bis zur Wende nur in der NVA der DDR Verwendung. Nach 1990 wurden die LAK inklusive der Trägerfahrzeuge beim Technischen Hilfswerk, den deutschen Feuerwehren, dem Deutschen Roten Kreuz und in Teilen der Bundeswehr weiterverwendet. Ein Großteil der LAK kam später in private Hände und ist heutzutage eine beliebte Umbaugrundlage für Wohnkabinen auf Expeditionsfahrzeugen.

## Aufbau

### Allgemein
Alle LAK wurden in Modulbauweise hergestellt. Ihre sechseckige, dem Lichtraumprofil der Bahn angepasste Hülle aus faserverstärkten ungesättigten Polyesterharzen ist aus tunnelförmigen Elementen gebildet. Jedes Element hat eine Länge von etwa 1100 mm sowie eine Breite von 2500 mm. Es werden je nach Typ drei bis sechs dieser Elemente zusammengefügt und mit einer Stirnwand verschlossen. Es wurden vier verschiedene Typen des leicht absetzbaren Koffers gebaut: LAK I, LAK II, LAK III und LAK IV. Je nach Einsatzzweck gibt es verschiedene Varianten und Ausführungen der Koffer, die eine eigene Stromversorgung besitzen und sowohl mit als auch ohne Trägerfahrzeug einsatzfähig waren. In ihrer ursprünglichen Konfiguration sind alle LAK hermetisch abgedichtet und mit einer Filteranlage gegen atomare, biologische und chemische Kampfstoffe ausgestattet.
Standardmäßig waren alle LAK mit folgender Grundausstattung versehen:
- 12-kW-Sirokko-Heizung
- Absetzbare Stromerzeuger inklusive Zubehör mit 4 kW 380 V (Version LAK A) oder 3 kW 220 V (Version LAK B) oder ohne Stromerzeuger mit absetzbarem 24-V-Blei-Säure-Akkupack (2 × 12 V in Reihe mit 84 Ah, Version LAK C)
- Betriebsstoffkanister
- Ersatzteile sowie Reparaturmaterial für die feldmäßige Instandsetzung
- Feuerlöscher
- Filteranlage zum Schutz gegen ABC-Waffen
- Anschluss für Elektro-Fremdeinspeisung
- 4 × ISO-Twistlock
- Leiter
- Zu- und Abluftanlage

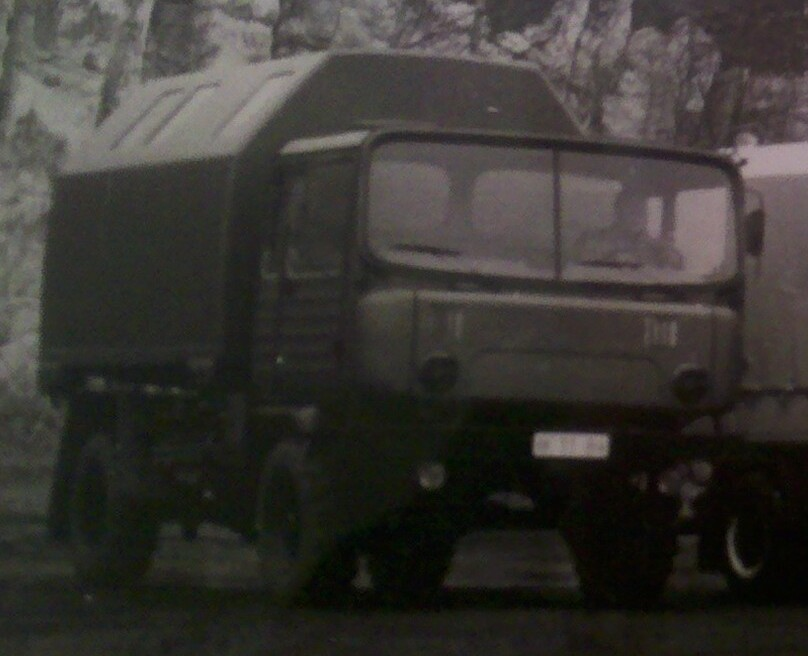
Robur-Prototyp O 611 A mit LAK I, 1975
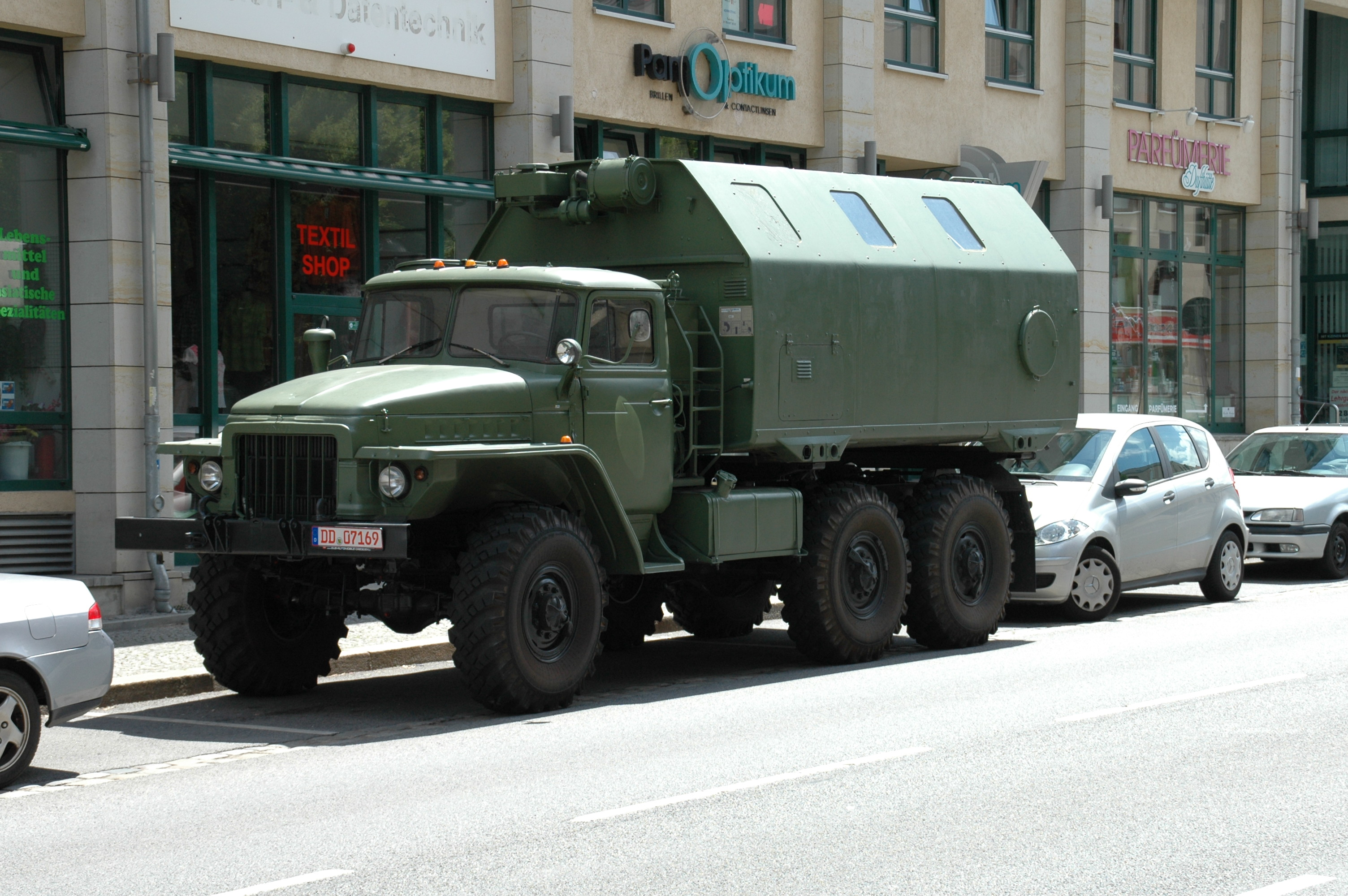
Ural-375D mit LAK II
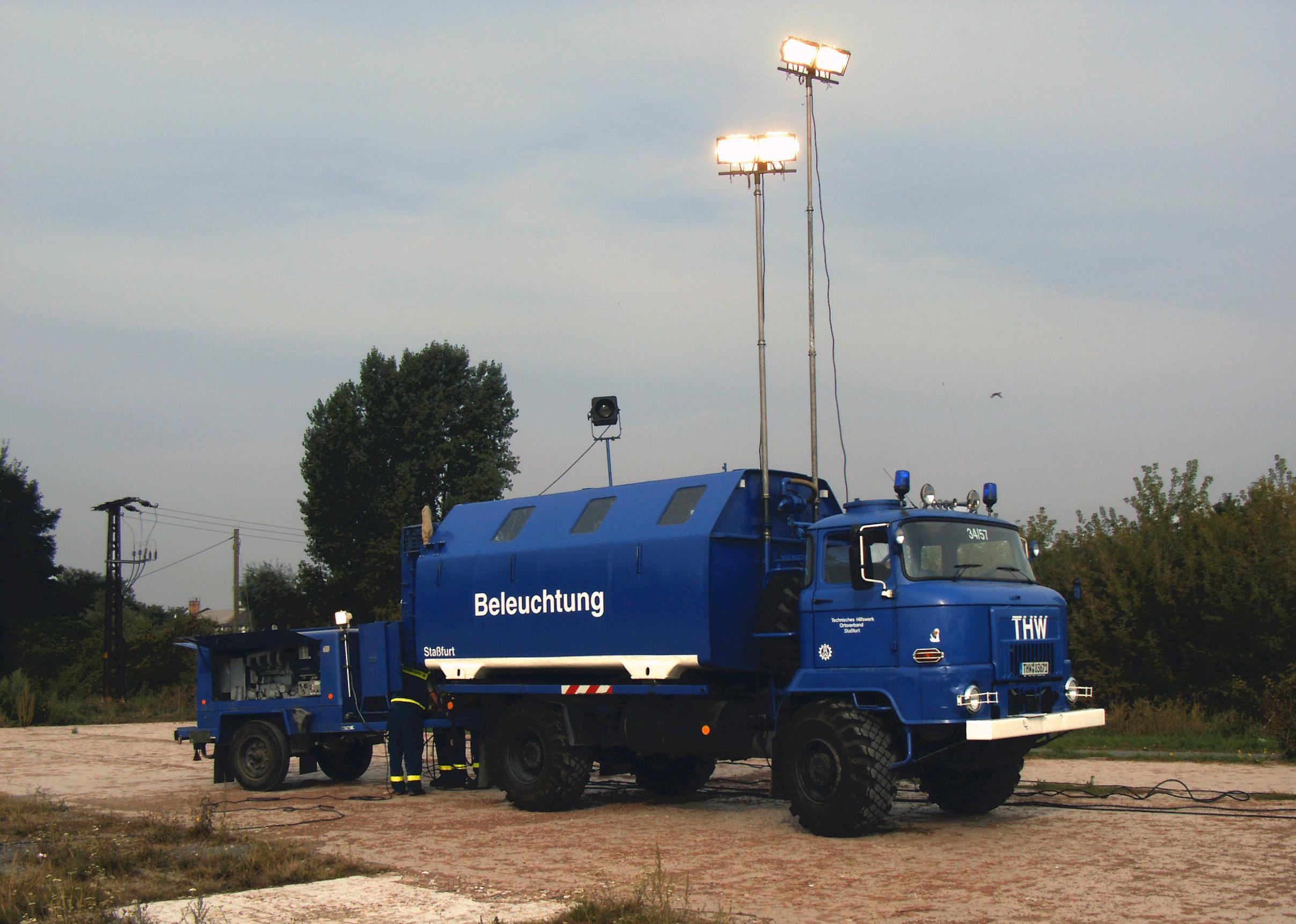
LAK II auf einem IFA L60 des THW
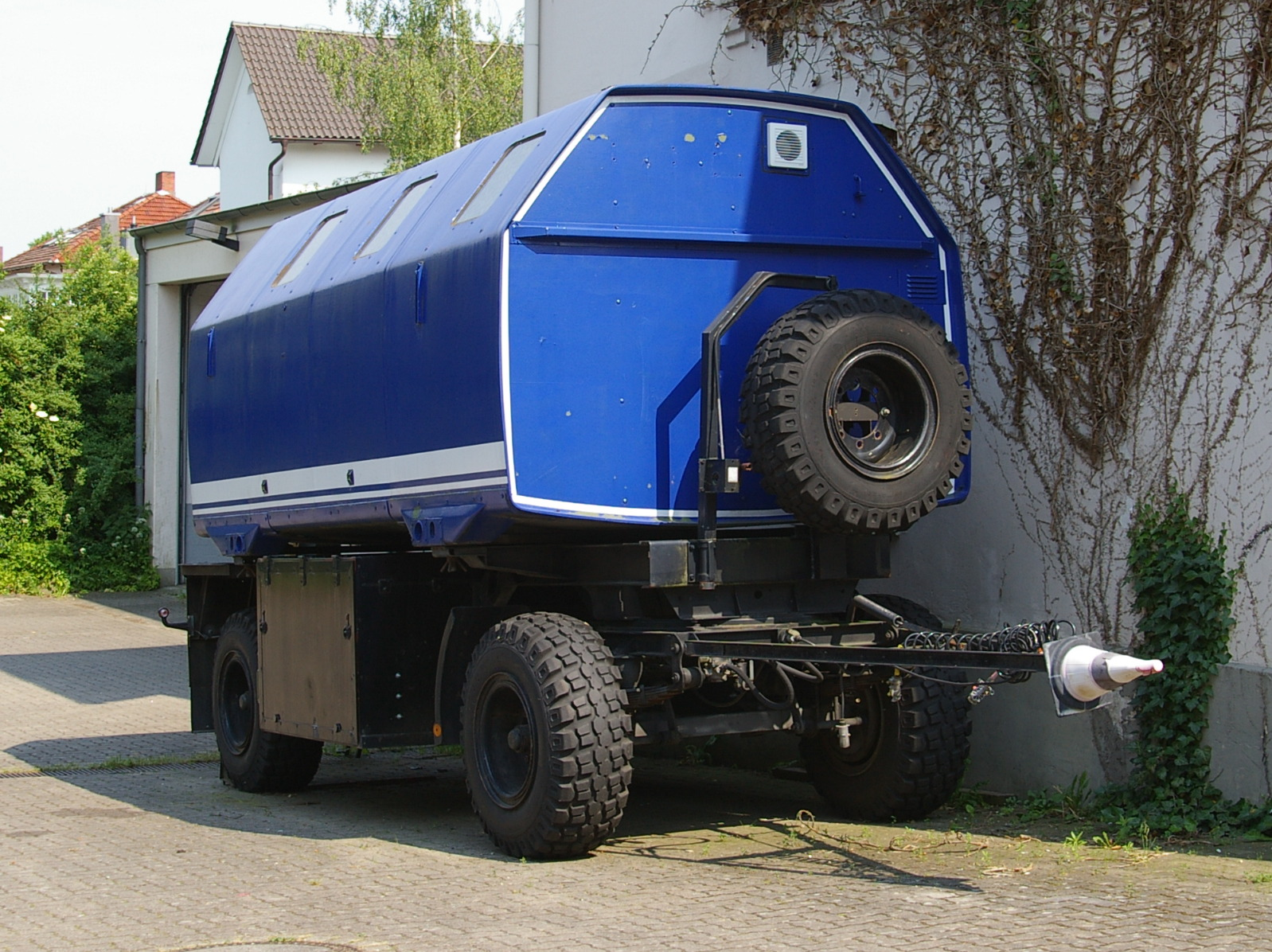
LAK II Werkstatt des THW auf Anhänger HL 50
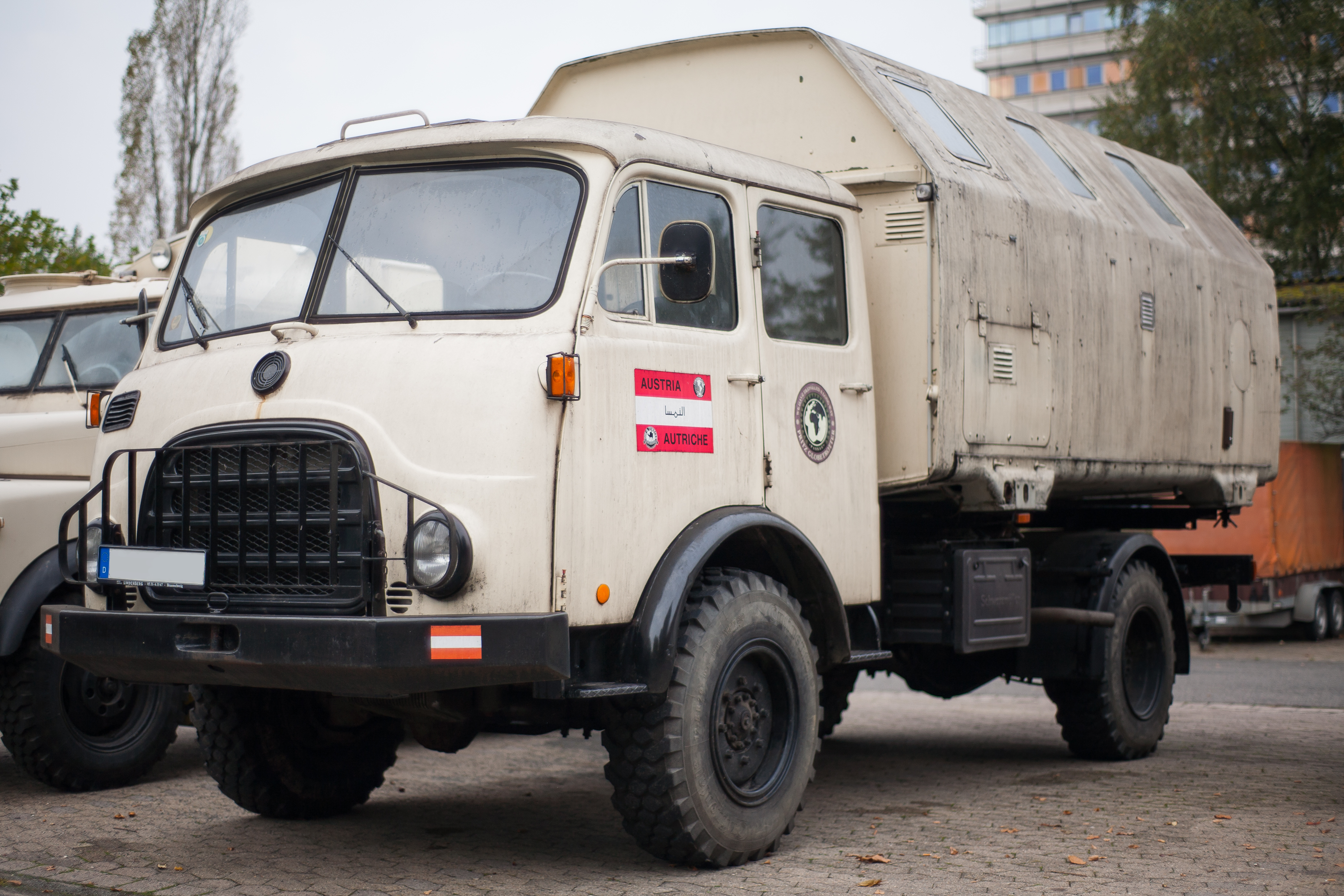
LAK II auf einem Steyr-680M-Expeditionsfahrzeug
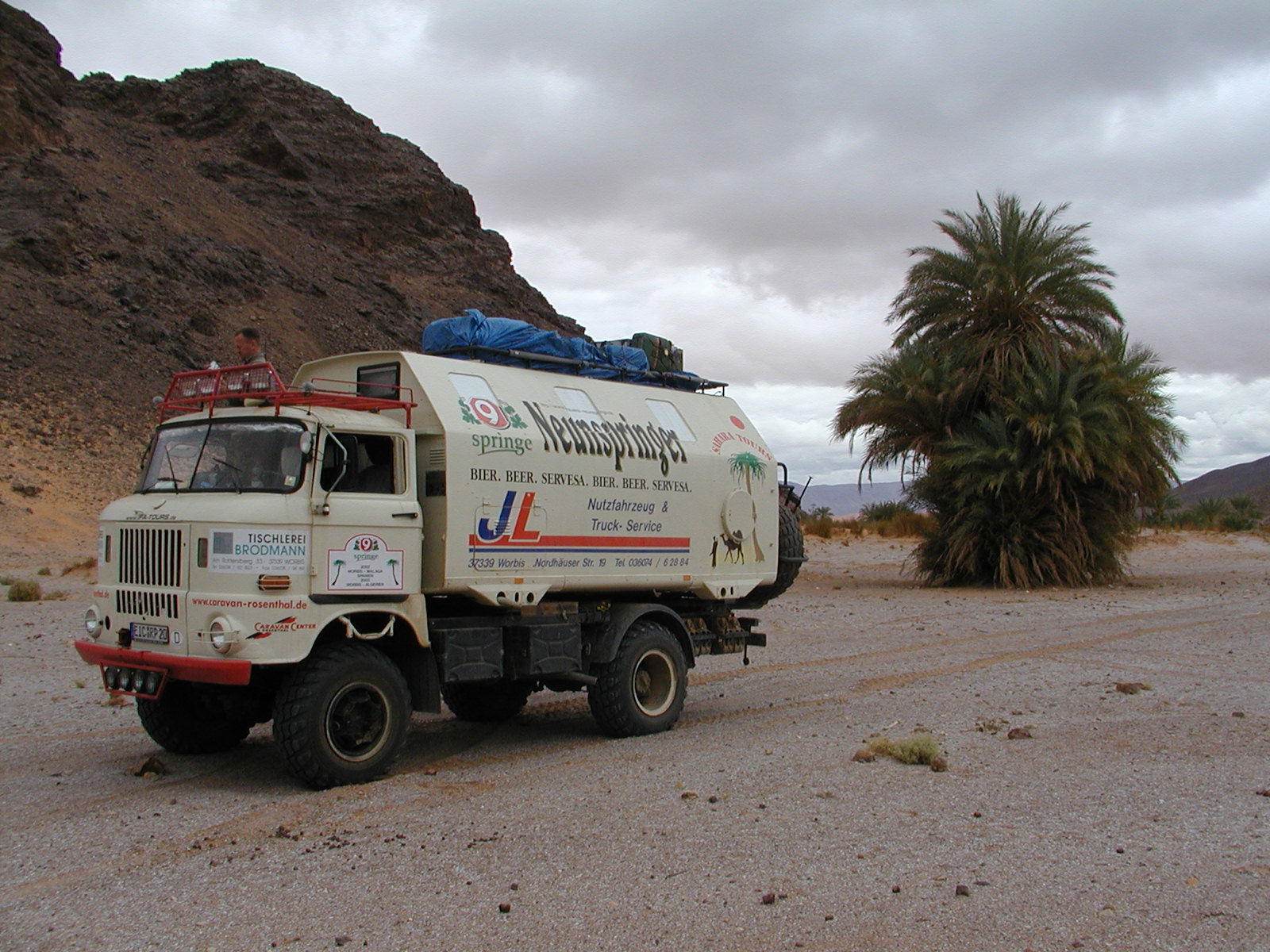
LAK-II-Wohnkabine auf einem IFA-W50-Expeditionsfahrzeug, 2003 in Algerien
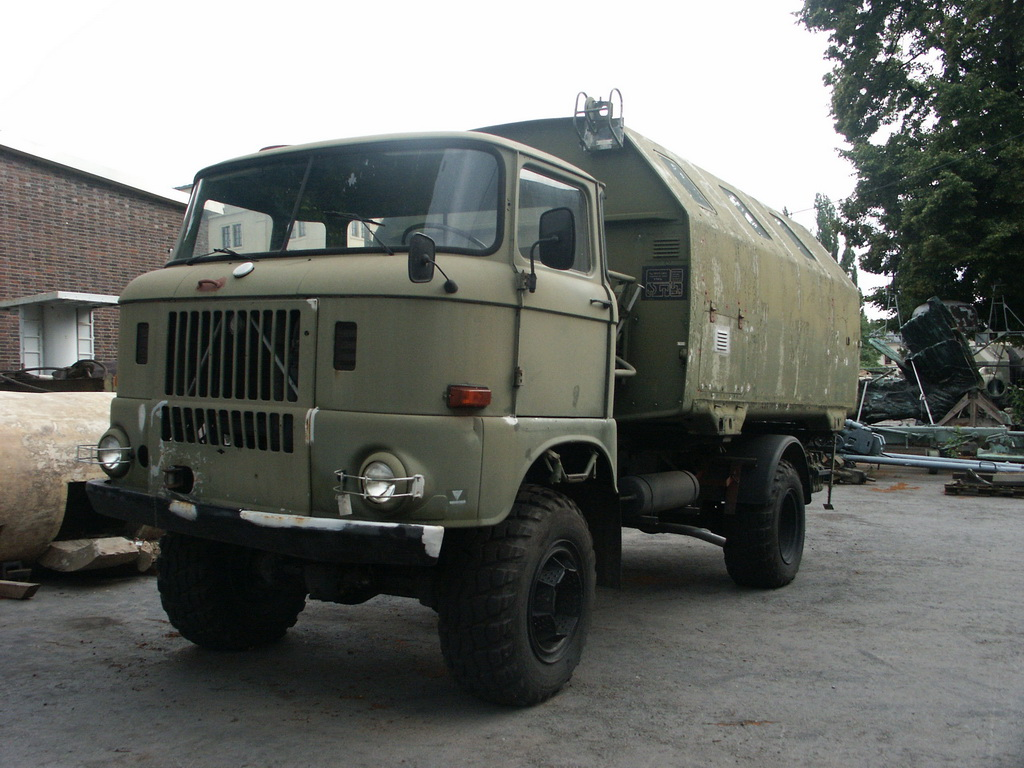
LAK II auf einem IFA W50 im Militärhistorischen Museum der Bundeswehr in Dresden

### LAK I
Für den LAK I wurde der Robur LO 2002 A sowie der Anhänger HL 50 des VEB Fahrzeugbau Kakerbeck als Trägerfahrzeug genutzt. Der LAK I kam in der NVA ab Mitte der 1980er Jahre ausschließlich als Stabs- oder Sanitätsaufbau (LAK I-Med) zum Einsatz. Es wurden von beiden Varianten insgesamt etwa 260 Stück, davon etwa 200 LAK I-Med, an die NVA ausgeliefert. Der Aufbau des LAK I hatte standardmäßig eine Länge von 3300 mm, eine Breite von 2500 mm, eine Höhe von 2000 mm und je nach Typ Stromerzeuger ein Gewicht mit Grundausrüstung zwischen 1200 und 1380 kg.
Der Aufbau des LAK I-Med wurde mit einem modifizierten LAK I mit einer Länge von 4150 mm (inkl. Anbauten) und einer Seitentür auf der Beifahrerseite sowie einer zweiflügligen Hecktür realisiert. Im LAK I-Med konnten entweder 9 Liegende und 3 Sitzende oder 6 Liegende und 7 Sitzende oder 11 Sitzende transportiert werden.

### LAK II
Als Trägerfahrzeuge für den weit mehr als 1000 Mal gebauten LAK II wurden bei der NVA ursprünglich IFA W50, IFA L60, Ural-375, Ural-4320, Tatra 813 und Tatra 815 sowie die Anhänger HL 50 und HL 80 genutzt. Der Aufbau des LAK II hatte standardmäßig eine Länge von 4300 mm, eine Breite von 2500 mm, eine Höhe von 2000 mm, je nach Typ Stromerzeuger ein Gewicht mit Grundausrüstung zwischen 1400 und 1580 kg und besaß eine einflüglige Hecktür auf der Beifahrerseite. Für einige Varianten war ein Anbauzelt verfügbar.
Den LAK II gab es in folgenden Ausführungen:
- ABC-Labor
- Akkustation für Laden sowie Wartung- und Instandsetzung von Blei-Säure-Akkus unter gefechtsmäßigen Bedingungen
- Feldküche
- Führungsstelle
- Lager
- Offiziersunterkunft, vier Plätze in zwei getrennten Räumen
- Unterkunft für bis zu acht Soldaten
- Versorgungseinheit Küche
- Wasserversorgung
- Werkstatt (mit fünf verschiedenen Werkstattvarianten)

### LAK III und IV
Bekannte Trägerfahrzeuge für den LAK III war der Tatra 148 und für den LAK IV der Tatra 815.